# Associazione Calcio Hellas Verona 1963-1964
Questa voce raccoglie le informazioni riguardanti l'Associazione Calcio Hellas Verona nelle competizioni ufficiali della stagione 1963-1964.

## Rosa
| N. |                   | Ruolo | Calciatore        |
| -- | ----------------- | ----- | ----------------- |
|    | Italia (bandiera) | P     | Santino Ciceri    |
|    | Italia (bandiera) | P     | Alfredo Paolicchi |
|    | Italia (bandiera) | D     | Pietro Cappellino |
|    | Italia (bandiera) | D     | Remo Carletti     |
|    | Italia (bandiera) | D     | Eros Fassetta     |
|    | Italia (bandiera) | D     | Giuseppe Peretta  |
|    | Italia (bandiera) | D     | Franco Radaelli   |
|    | Italia (bandiera) | D     | Giancarlo Savoia  |
|    | Italia (bandiera) | C     | Bruno Bolchi      |
|    | Italia (bandiera) | C     | Italo Bonatti     |

| N. |                   | Ruolo | Calciatore         |
| -- | ----------------- | ----- | ------------------ |
|    | Italia (bandiera) | C     | Pierluigi Cera     |
|    | Italia (bandiera) | C     | Giorgio Maioli     |
|    | Italia (bandiera) | C     | Ampelio Simeoni    |
|    | Italia (bandiera) | C     | Marco Tartari      |
|    | Italia (bandiera) | C     | Pier Luigi Zeno    |
|    | Italia (bandiera) | A     | Giampiero Calloni  |
|    | Italia (bandiera) | A     | Sandro Joan        |
|    | Italia (bandiera) | A     | Adriano Maschietto |
|    | Italia (bandiera) | A     | Angelo Montenovo   |
|    | Italia (bandiera) | A     | Vittorio Tomiet    |

## Risultati

### Serie B

#### Girone di andata
| 15 settembre 1963 1ª giornata | Palermo | 2 – 0 | Verona |  |

| 22 settembre 1963 2ª giornata | Catanzaro | 2 – 2 | Verona |  |

| 29 settembre 1963 3ª giornata | Verona | 2 – 0 | Triestina |  |

| 6 ottobre 1963 4ª giornata | Napoli | 1 – 1 | Verona |  |

| 13 ottobre 1963 5ª giornata | Verona | 3 – 0 | Alessandria |  |

| 27 ottobre 1963 6ª giornata | Prato | 0 – 1 | Verona |  |

| 3 novembre 1963 7ª giornata | Verona | 1 – 2 | Brescia |  |

| 10 novembre 1963 8ª giornata | Parma | 0 – 0 | Verona |  |

| 17 novembre 1963 9ª giornata | Verona | 0 – 0 | Foggia & Incedit |  |

| 24 novembre 1963 10ª giornata | Verona | 3 – 0 | Lecco |  |

| 1º dicembre 1963 11ª giornata | Potenza | 1 – 1 | Verona |  |

| 8 dicembre 1963 12ª giornata | Cosenza | 1 – 1 | Verona |  |

| 15 dicembre 1963 13ª giornata | Verona | 0 – 1 | Venezia |  |

| 22 dicembre 1963 14ª giornata | Cagliari | 0 – 0 | Verona |  |

| 29 dicembre 1963 15ª giornata | Verona | 3 – 1 | Varese |  |

| 5 gennaio 1964 16ª giornata | Verona | 0 – 0 | Simmenthal-Monza |  |

| 9 dicembre 1979 17ª giornata | Padova | 1 – 2 | Verona |  |

| 19 gennaio 1964 18ª giornata | Verona | 1 – 1 | Pro Patria |  |

| 26 gennaio 1964 19ª giornata | Udinese | 0 – 1 | Verona |  |

#### Girone di ritorno
| 2 febbraio 1964 20ª giornata | Verona | 2 – 1 | Palermo |  |

| 16 febbraio 1964 21ª giornata | Verona | 3 – 1 | Catanzaro |  |

| 23 febbraio 1964 22ª giornata | Triestina | 0 – 0 | Verona |  |

| 1º marzo 1964 23ª giornata | Verona | 0 – 0 | Napoli |  |

| 8 marzo 1964 24ª giornata | Alessandria | 1 – 2 | Verona |  |

| 15 marzo 1964 25ª giornata | Verona | 3 – 0 | Prato |  |

| 22 marzo 1964 26ª giornata | Brescia | 0 – 0 | Verona |  |

| 29 marzo 1964 27ª giornata | Verona | 1 – 0 | Parma |  |

| 5 aprile 1964 28ª giornata | Foggia & Incedit | 1 – 0 | Verona |  |

| 12 aprile 1964 29ª giornata | Lecco | 0 – 0 | Verona |  |

| 26 aprile 1964 30ª giornata | Verona | 1 – 2 | Potenza |  |

| 3 maggio 1964 31ª giornata | Verona | 1 – 0 | Cosenza |  |

| 10 maggio 1964 32ª giornata | Venezia | 1 – 0 | Verona |  |

| 17 maggio 1964 33ª giornata | Verona | 0 – 3 | Cagliari |  |

| 24 maggio 1964 34ª giornata | Varese | 1 – 0 | Verona |  |

| 31 maggio 1964 35ª giornata | Simmenthal-Monza | 2 – 1 | Verona |  |

| 7 giugno 1964 36ª giornata | Verona | 3 – 2 | Padova |  |

| 14 giugno 1964 37ª giornata | Pro Patria | 1 – 1 | Verona |  |

| 21 giugno 1964 38ª giornata | Verona | 4 – 2 | Udinese |  |

### Coppa Italia
| Verona 9 settembre 1963 Primo turno                             | Verona    | 2 – 1      | Mantova |  |
| \| \| \| \| \| Joan 1’ Maioli 32’ \| Marcatori \| 79’ Nicolè \| |           |            |         |  |
|                                                                 |           |            |         |  |
| Joan 1’ Maioli 32’                                              | Marcatori | 79’ Nicolè |         |  |

| Arbitro: | Politano (Cuneo) |

|  |           |                      |
|  | Marcatori | 90+3’ (aut.) Peretta |

## Statistiche

### Statistiche di squadra
| Competizione | Punti | In casa | In casa | In casa | In casa | In casa | In casa | In trasferta | In trasferta | In trasferta | In trasferta | In trasferta | In trasferta | Totale | Totale | Totale | Totale | Totale | Totale | DR  |
| Competizione | Punti | G       | V       | N       | P       | Gf      | Gs      | G            | V            | N            | P            | Gf           | Gs           | G      | V      | N      | P      | Gf     | Gs     | DR  |
| ------------ | ----- | ------- | ------- | ------- | ------- | ------- | ------- | ------------ | ------------ | ------------ | ------------ | ------------ | ------------ | ------ | ------ | ------ | ------ | ------ | ------ | --- |
| Serie B      | 44    | 19      | 11      | 4       | 4       | 31      | 16      | 19           | 4            | 10           | 5            | 13           | 15           | 38     | 15     | 14     | 9      | 44     | 31     | +13 |
| Coppa Italia |       | 2       | 1       | 0       | 1       | 2       | 2       | -            | -            | -            | -            | -            | -            | 2      | 1      | 0      | 1      | 2      | 2      | 0   |
| Totale       |       | 21      | 12      | 4       | 5       | 33      | 18      | 19           | 4            | 10           | 5            | 13           | 15           | 40     | 16     | 14     | 10     | 46     | 33     | +13 |

### Statistiche dei giocatori
| Giocatore     | Serie B  | Serie B | Coppa Italia | Coppa Italia | Totale   | Totale |
| Giocatore     | Presenze | Reti    | Presenze     | Reti         | Presenze | Reti   |
| ------------- | -------- | ------- | ------------ | ------------ | -------- | ------ |
| B. Bolchi     | 19       | 0       | -            | -            | 19       | 0      |
| I. Bonatti    | 5        | 2       | 1            | 0            | 6        | 2      |
| G. Calloni    | 34       | 8       | 1            | 0            | 35       | 8      |
| P. Cappellino | 37       | 1       | 2            | 0            | 39       | 1      |
| R. Carletti   | 33       | 0       | 2            | 0            | 35       | 0      |
| P. Cera       | 24       | 1       | 2            | 0            | 26       | 1      |
| S. Ciceri     | 34       | -26     | 2            | -2           | 36       | -28    |
| E. Fassetta   | 11       | 0       | -            | -            | 11       | 0      |
| S. Joan       | 30       | 7       | 2            | 1            | 32       | 8      |
| G. Maioli     | 34       | 9       | 1            | 1            | 35       | 10     |
| A. Maschietto | 30       | 8       | 2            | 0            | 32       | 8      |
| A. Montenovo  | 9        | 1       | 2            | 0            | 11       | 1      |
| A. Paolicchi  | 4        | -5      | -            | -            | 4        | -5     |
| G. Peretta    | 20       | 0       | 1            | 0            | 21       | 0      |
| F. Radaelli   | 14       | 0       | 2            | 0            | 16       | 0      |
| G. Savoia     | 33       | 1       | 1            | 0            | 34       | 1      |
| A. Simeoni    | 1        | 0       | -            | -            | 1        | 0      |
| M. Tartari    | 15       | 0       | 1            | 0            | 16       | 0      |
| V. Tomiet     | 3        | 4       | -            | -            | 3        | 4      |
| P. Zeno       | 28       | 2       | 1            | 0            | 29       | 2      |